# マホ・ビーチ
マホ・ビーチは、セント・マーチン島のオランダ側にある、カリブ海に面したビーチである。プリンセス・ジュリアナ国際空港に隣接していることで有名で、観光客や航空ファンに人気のある場所である。

## 概要
航空機がユニークな低空飛行で接近するため、航空ファンのスポッターに人気がある。ビーチは滑走路の端で航空機を見ることができる世界でも数少ない場所の1つである。航空会社がビーチを通過するのを見ることは、毎日到着および出発する飛行機の航空時刻表がビーチのほとんどのバーやレストランのボードに表示されるほど人気がある。サンセット・バー・アンド・グリルでは、以前はパイロットと空港管制塔との間の無線を放送するスピーカーが外部デッキににあった。

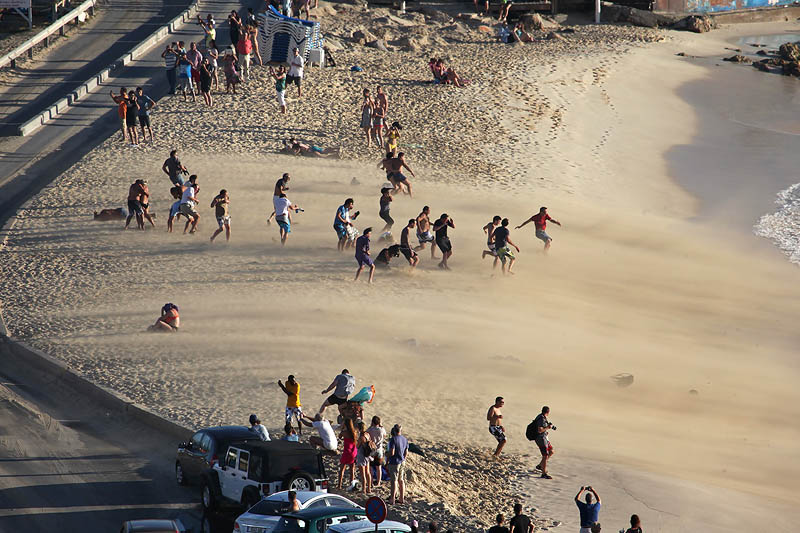
マホ・ビーチのジェイウインドスポーツ

マホビーチは滑走路の限界に非常に近く、飛行経路のすぐ下にあり、航空機のファイナルアプローチが地面から100フィート（30m）未満の高度で海岸を飛行する。このため、ビーチは空港に近づく航空機を撮影しようとするカメラマンやビデオ撮影者にとって人気のある場所になっている。
滑走路番号10から離陸した航空機からのジェット気流のため、海岸に立っている人が水中に吹き飛ばされる危険性がある。地方政府は、離着陸する航空機が「重大な傷害または死をもたらす」と警告している。滑走路を取り巻くフェンスに人がぶらつくことを防止するため、滑走路番号10の後ろに追加のフェンスが設置された。
ビーチそのものは白い砂で、ジェット噴出のため植生がほとんどない。Caravanserai Resort、Sunset Bar、Bamboo BerniesやBlissなどのレストランやナイトクラブが近くにある。ビーチは、ウインドサーフィンやスキムボードに人気がある。

## 歴史
2008年10月16日、セント・マールテンのマホ地区はハリケーン・オマールの深刻な被害を受け、サンセット・バー・アンド・グリルとバンブー・バーニーとブリスが破壊された。
2017年7月12日、カリビアン航空457便が空港から離陸した際、ニュージーランドの57歳の女性がジェットブラストで死亡した。女性は風で吹き飛ばされ頭をコンクリートに打ちつけた。

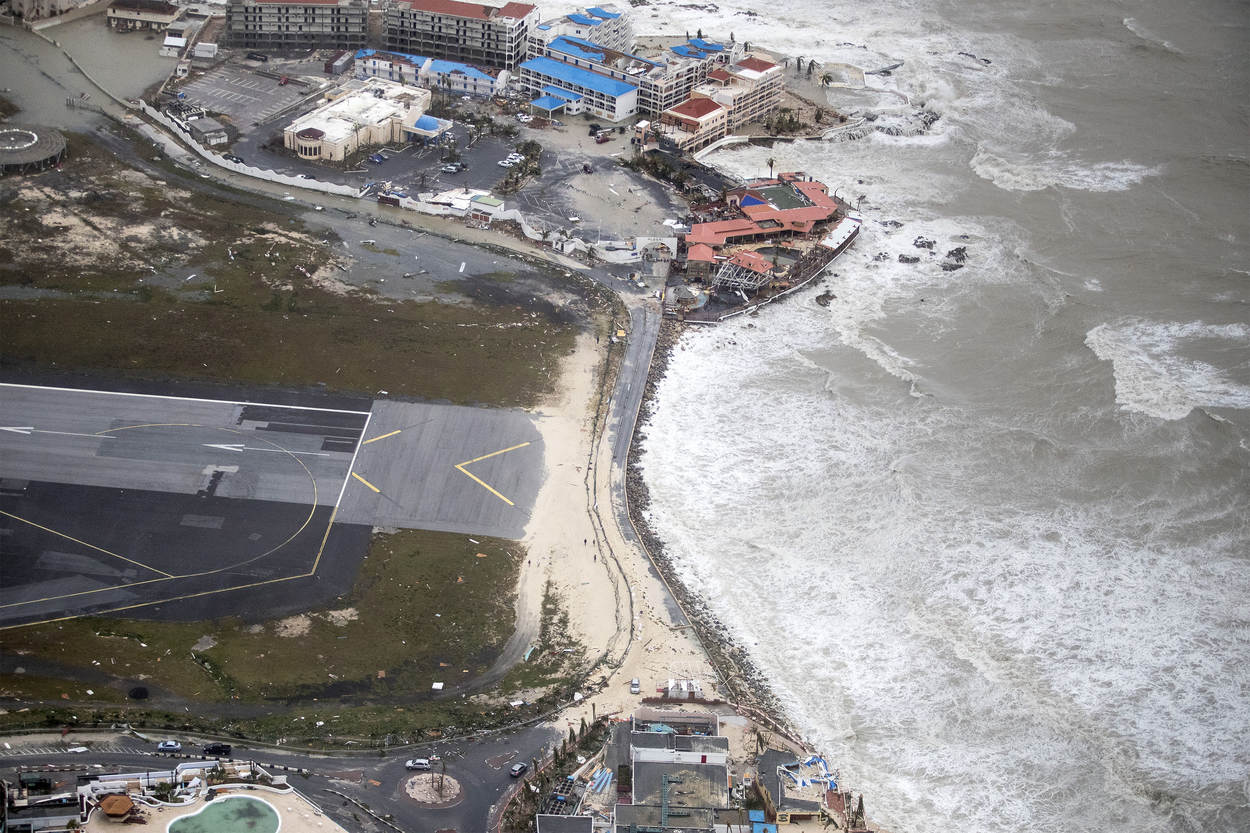
ハリケーン・イルマの後のマホ・ビーチとプリンセス・ジュリアナ国際空港

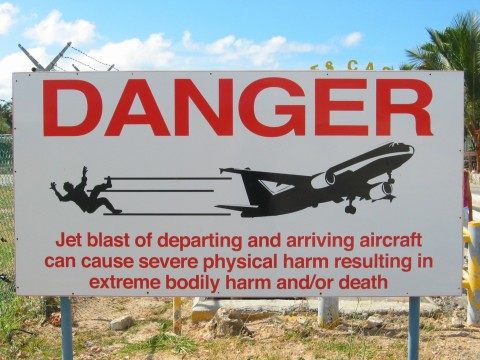
ビーチにある危険を知らせる警告看板